# Leonid Lukov
Leonid Lukov (russisk: Леонид Давидович Луков) (født 2. maj 1909 i Mariupol i det Russiske Kejserrige, død 24. april 1963 i Leningrad i Sovjetunionen) var en sovjetisk filminstruktør og manuskriptforfatter.

## Filmografi
- To kæmpere (Два бойца, 1943)[1][2]
- Menig Alexander Matrosov (Рядовой Александр Матросов, 1947)
- Minearbejdere i Donetsk (Донецкие шахтёры, 1951)
- Om det, der ikke kan glemmes (Об этом забывать нельзя, 1954)
- Raznye sudby (Разные судьбы, 1956)